# Глубокая Глотка (серия «Секретных материалов»)
«Глубокая Глотка» (англ. «Deep Throat») — второй эпизод первого сезона сериала «Секретные материалы», главные герои которого — Фокс Малдер (Дэвид Духовны) и Дана Скалли (Джиллиан Андерсон), агенты ФБР, расследующие сложно поддающиеся научному объяснению преступления, называемые «Секретными материалами». В данном эпизоде Фокс Малдер и Дана Скалли расследуют таинственное исчезновение лётчика-испытателя ВВС США, который летал на экспериментальных самолётах. Во время этого расследования Малдер встречает таинственного информатора. Эпизод позволяет более подробно раскрыть основную «мифологию сериала», заданную в пилотной серии.
Премьера эпизода состоялась 17 сентября 1993 года. В тот день в США её увидели приблизительно 11,1 миллиона телезрителей. От критиков эпизод получил преимущественно положительные отзывы, несмотря на слабые спецэффекты. Журнал «Entertainment Weekly» поставил появление персонажа Глубокая Глотка на 37 место в списке «100 величайших телевизионных моментов 1990-х».

## Сюжет
В штате Айдахо, недалеко от базы ВВС Элленс, отряд SWAT врывается в дом полковника Будахаса, который угнал военный автомобиль и забаррикадировался в своем доме. Раздетого Будахаса находят сидящим на полу в ванной. Полковник покрыт странной сыпью и, не переставая, дрожит, не реагируя на обращения.
Четырьмя месяцами позже Малдер и Скалли обсуждают в баре исчезновение Будахаса, о котором не было никаких известий с момента его ареста.
Малдер подозревает, что Будахас разделил судьбу шести других пилотов, загадочно исчезнувших с авиабазы Элленс после участия в испытательных полетах на экспериментальных самолётах, построенных с использованием технологий НЛО. Когда Малдер направляется в туалет, с ним заводит разговор неизвестный человек — называемый далее Глубокой Глоткой, который пытается убедить его закрыть расследование.
Малдер и Скалли игнорируют этот совет и отправляются в Айдахо. Встретившись с ними, миссис Будахас описывает непредсказуемое поведение её мужа, странную сыпь на коже и его стойкое нежелание обсуждать свою работу в военных проектах. Агенты предполагают, что пилоты были связаны с проектом «Аврора» — испытаниями сверхсекретного суборбитального самолета-разведчика. Пол Моссинжер — репортер местной газеты, пытающийся узнать, что происходит на военной базе — помогает им найти жилье.
Ночью Малдер и Скалли в изумлении наблюдают два ярких объекта на ночном небе, маневрирующих с невероятно большой скоростью и по траекториям, нехарактерным для самолётов и даже вертолётов. Агенты задерживают двух подростков, Эмиля и Зои, которые проникли через отверстие в ограждении на территорию авиабазы. Подростки рассказывают о своих наблюдениях. Их рассказ окончательно убеждает Малдера и Скалли в том, что военные пользуются самолётами, построенными на основе технологии НЛО. Неожиданно госпожа Будахас сообщает по телефону, что появился её муж. Но полковник не может вспомнить какие-либо детали, имеющие отношение к недавнему прошлому. Миссис Будахас утверждает, что это не её муж, так как он совсем не похож на него поведением. Малдер полагает, что память Будахаса так или иначе была сознательно стерта, и что он — один из пилотов, летавших на таинственных самолётах. По дороге машину агентов останавливают вооружённые люди в строгих костюмах. Они уничтожают все фотографии и приказывают агентам покинуть город.
Малдер выясняет у Эмиля и Зои, как проникнуть на территорию авиабазы через отверстие в заборе. Зайдя на территорию, он оказывается замечен одним из НЛО, после чего попадает в руки военных. Агента увозят в большой ангар, где он замечает некий аппарат, предположительно летательный, но затем люди, похожие на докторов, закапывают ему в глаза неизвестное вещество. Скалли выясняет, что Моссинжер на самом деле является сотрудником авиабазы. Тот пытается на неё напасть, но Скалли берёт его в заложники и обменивает на Малдера недалеко от входа на авиабазу. Когда агенты уезжают, Малдер говорит, что не помнит ничего, что случилось с ним на базе.
Через несколько недель в Вашингтоне Малдер встречается с Глубокой Глоткой на стадионе. Тот предупреждает агента, что он выбрал очень опасный путь и вместе со Скалли находится в опасности, так как они вместе знают правду о существовании инопланетян. Когда же Малдер утверждает, что что-то видел на базе, но не помнит, что именно, Глубокая Глотка говорит, что это был военный НЛО, а на вопрос агента: «Они здесь, ведь так?» отвечает: «Мистер Малдер, они здесь уже давным-давно».

## Создание

### Замысел

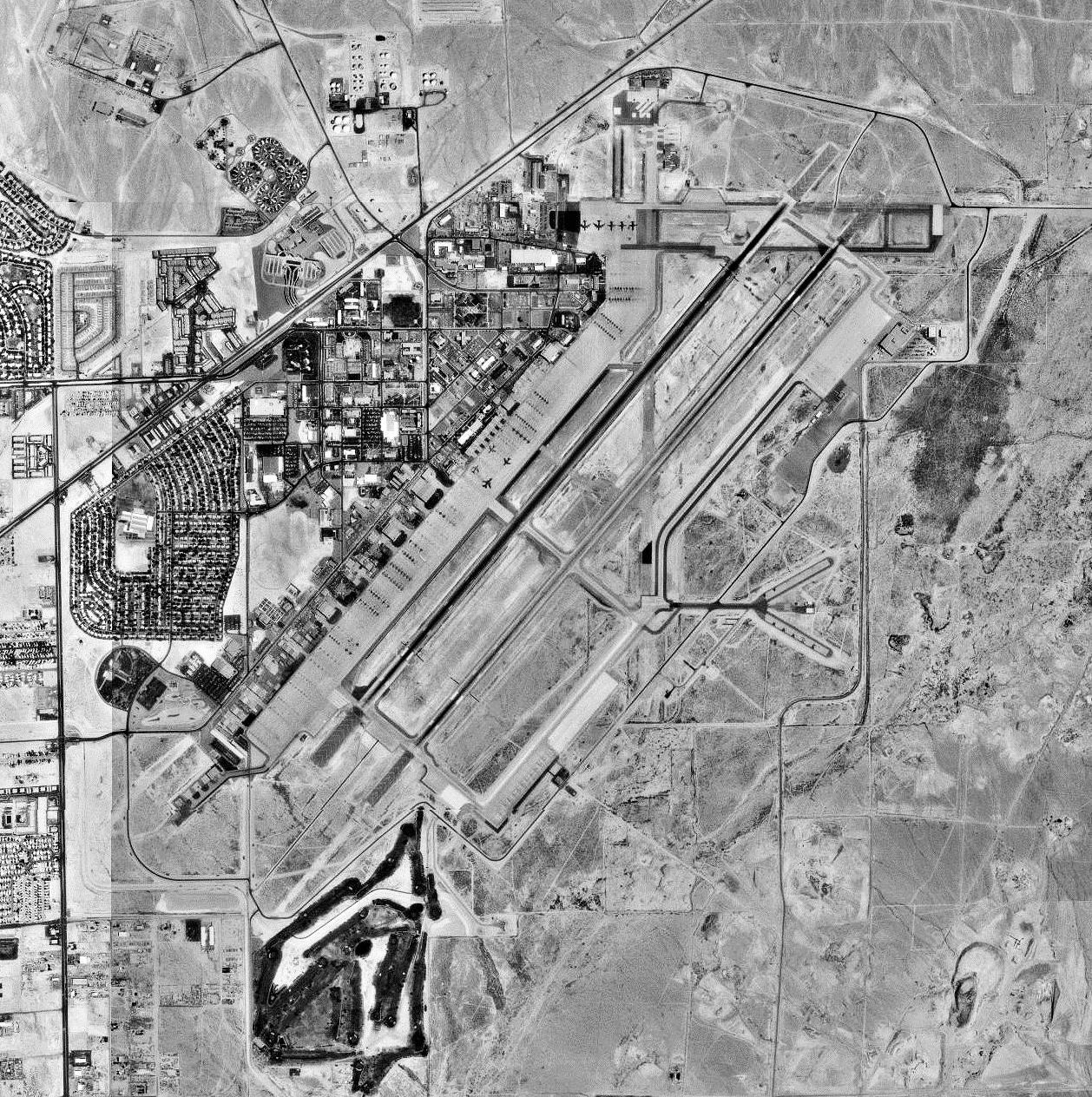
Прототипом авиабазы Элленс, где происходит часть эпизода, стала реально существующая авиабаза Неллис.

Эпизод ознаменовался появлением персонажа Глубокая Глотка, который стал основным информатором Малдера до конца первого сезона. Создатель сериала Крис Картер заявлял, что прототипом героя был реальный информатор, сливший информацию о расследовании ФБР Уотергейтского скандала журналистам. Впоследствии стало известно, что этим информатором был сотрудник ФБР Марк Фелт. Также влияние на образ оказал Икс, герой фильма Оливера Стоуна «Джон Ф. Кеннеди. Выстрелы в Далласе» в исполнении Дональда Сазерленда. Картер создал персонажа, чтобы сократить разрыв между Малдером со Скалли и противостоящей им группой внутри правительства, охарактеризовав Глубокую Глотку как человека, «работающего на том уровне правительства, о существовании которого мы даже не подозреваем». Джерри Хардин произвёл впечатление на Криса Картера своим исполнением роли в фильме «Фирма», и с выбором актёра проблем не возникло. Хардин прилетал на съёмки в Ванкувер каждые несколько недель. Позднее Картер очень хорошо отзывался о перевоплощении актёра в информатора Малдера.
Эпизод был основан на популярных в уфологии темах, таких как Зона 51 и авиабаза Неллис, где, по мнению ряда уфологов, хранятся инопланетные технологии, найденные после предполагаемой катастрофы НЛО в Розуэлле в 1947 году. Авиабаза Элленс, где частично происходит действие серии, была названа в честь одноклассницы Картера. По этой же причине получила свою фамилию семейная чета Будахасов. Составляющая эпизода о засекреченном военном проекте была создана на основе слухов о проекте самолёта Аврора.

### Съёмки
По сравнению с другими эпизодами первого сезона, «Глубокая Глотка» оказалась весьма требовательной в плане локаций. Например, сцена в баре с Духовны и Андерсон было отснята в ресторане «The Meat Market», так как он был единственным подходящим рестораном в городе, не обновленным ради Всемирной выставки 1986 года, и создавал впечатление не нового, часто посещаемого места. Это же заведение позже появилось в эпизоде «Пайпер Мару». В свою очередь, сцены, где Малдер проникает на авиабазу, были отсняты на настоящей авиабазе ВВС США. Ради данной сцены пришлось переписать сценарий. Утверждённый вариант предполагал, что Малдер попадает на авиабазу днем, но во время съёмок солнце портило нужные ракурсы, и сцену перенесли на ночное время. Однако в качестве взлётно-посадочной полосы базы Элленс уже выступил маленький аэродром в пригороде Ванкувера.
Для натурных съёмок дома Будахасов использовался дом, принадлежавший стюардессе, ранее познакомившейся с членами съёмочной группы во время перелетов. Впоследствии этот дом появился в сериале Картера «Тысячелетие» в качестве дома протагониста сериала Фрэнка Блэка. Кафе, использованное для интерьерных съёмок в придорожной забегаловке «Flying Saucer Diner», находилось на большом расстоянии от других съёмочных мест. В целях экономии бюджета было принято решение доставлять съёмочную группу на место автобусом. Услугой воспользовался лишь ассистент оператора, однако эта практика была возобновлена начиная с эпизода «Herrenvolk» в четвёртом сезоне.
Картер положительно отозвался о режиссёрской работе Дэниела Сакхайма. Также, с учётом маленького бюджета и сжатых временных рамок, создатель сериала посчитал спецэффекты вполне удовлетворительными. Тем не менее, зависшее над Малдером НЛО Картер назвал «худшим спецэффектом за весь сериал». Конструкция, созданная для этой сцены, была построена при помощи взятого напрокат оборудования для дискотек. Картер стремился, чтобы конструкция выглядела трёхмерной, но, по его словам, «она больше походила на высокотехнологичный стол для игры в „Pong“».
Ещё одной особенностью эпизода стала короткая сцена с закадровым голосом Скалли. Управляющие «Fox» затруднялись понять окончательную мысль и требовали более акцентированного финала. Данный приём потом часто использовался впоследствии как напоминание зрителю о дальнейших событиях, сделанных агентами выводах или приобретённом ими опыте. Картер согласился на компромисс с закадровым голосом, но упорно отказывался полностью раскрывать смысл эпизодов, стремясь всегда оставлять некоторую неопределенность.

## Эфир и отзывы
Премьера эпизода в США состоялась 17 сентября 1993 года. В тот день её увидели приблизительно 11,1 миллиона зрителей. По шкале Нильсена серия получила рейтинг 7,3 балла с 14-процентной долей, означающий, что 7,3 процента домохозяйств с доступом к телевидению и 14 процентов всех домохозяйств, смотревших телевизор в тот вечер, были настроены на просмотр эпизода. В 1996 году эпизод был выпущен на видео вместе с «Пилотом», а позже вышел в составе первого сезона на DVD. Также серия была включена в специальное DVD-издание с эпизодами, относящимися к «мифологии сериала».
От критиков эпизод получил преимущественно положительные отзывы. В ретроспективном обзоре первого сезона журнал «Entertainment Weekly» оценил эпизод на «B+» (3,5 балла из 4), несмотря на его некоторую «неуклюжесть». Издание положительно отметило игру Хардина и многообещающий потенциал сериала, заложенный в эпизоде. В статье для «The A.V. Club», Кит Фиппс оценил эпизод выше: на «A-» (3,75 балла из 4), охарактеризовав его как «почти что продолжение „Пилота“». Писатели Роберт Ширман и Ларс Пирсон в книге вовсе дали эпизоду пять звёзд из пяти, посчитав его «более уверенным в своём темпе», нежели предыдущий, а также определяющим курс для основных тем сериала.
Газета «Austin Chronicle» охарактеризовала эпизод как «отличное телевидение». Газета «San Jose Mercury News» назвала Глубокую Глотку «самым интересным новым персонажем на телевидении», а об эпизоде отозвалась как о «странном, но чудесном». Журналист «Toronto Star» Майк Антонуччи сказал, что Картер может прекрасно комбинировать малопонятные и сложные элементы с захватывающим экшеном, что свидетельствует о высоком качестве сериала. Майкл Джанусонис из «The Beaver County Times» был более критичен, отметив недостаток «полностью удовлетворительной концовки» в этом эпизоде «на любителя». Противоположное мнение высказал Мэт Хэй, обозреватель сайта «Den of Geek», похвалив решение создателей не отвечать на все поднятые серией вопросы. По утверждению Хэя, подобный подход «редкость на телевидении».